# Ескортний міноносець

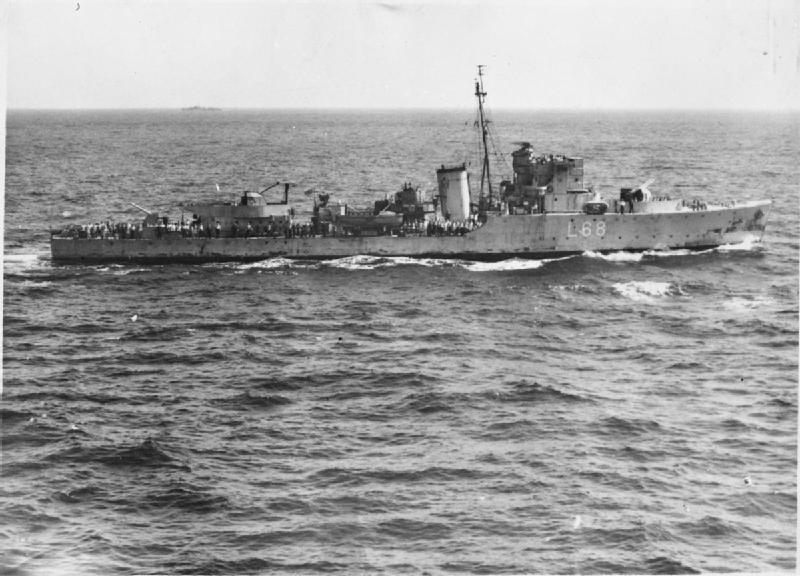
Британський ескортний міноносець «Ерідж» типу «Хант»

Еско́ртний міноно́сець (англ. Destroyer escort) — тип невеликих, легко озброєних бойових кораблів, які використовували у 1930-х — 1970-х роках для виконання ескортних функцій в океанській зоні. 

## Поява типу
Термін англ. «destroyer escort» (скорочено DE) вперше з'явився у ВМФ Великої Британії наприкінці 30-х років XX століття, коли перед загрозою війни було ухвалено рішення про створення нового типу корабля, придатного для протиповітряної (ППО) та протичовнової оборони (ПЧО), а також здатного у разі потреби постояти за себе і за судна, які супроводжувалися, в бою з невеликими надводними бойовими кораблями  супротивника. У СРСР термін був переведений як «ескортний міноносець» або «ескортний есмінець», хоча обидві ці назви досить умовні, оскільки не всі такі кораблі мали торпедну зброю (основний атрибут міноносця).

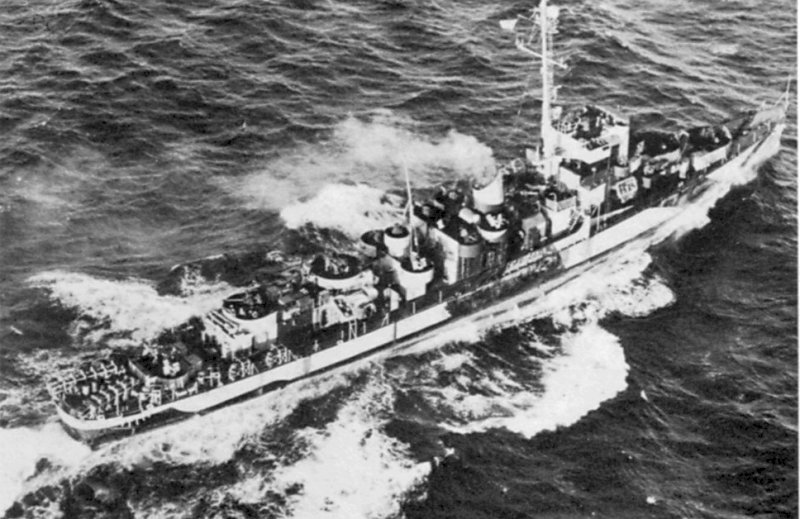
Американський ескортний міноносець «Евартс» типу «Евартс»

За часів Другої світової до спорудження ескортних есмінців активно долучились у США, де завершили 506 кораблів, класифікованих таким чином (не рахуючи перетворених на ескортні кораблі старих есмінців, які отримали класифікацію "escort destroyer"). Частина з цих кораблів була передана Великій Британії або конвертована у швидкохідні транспорти.

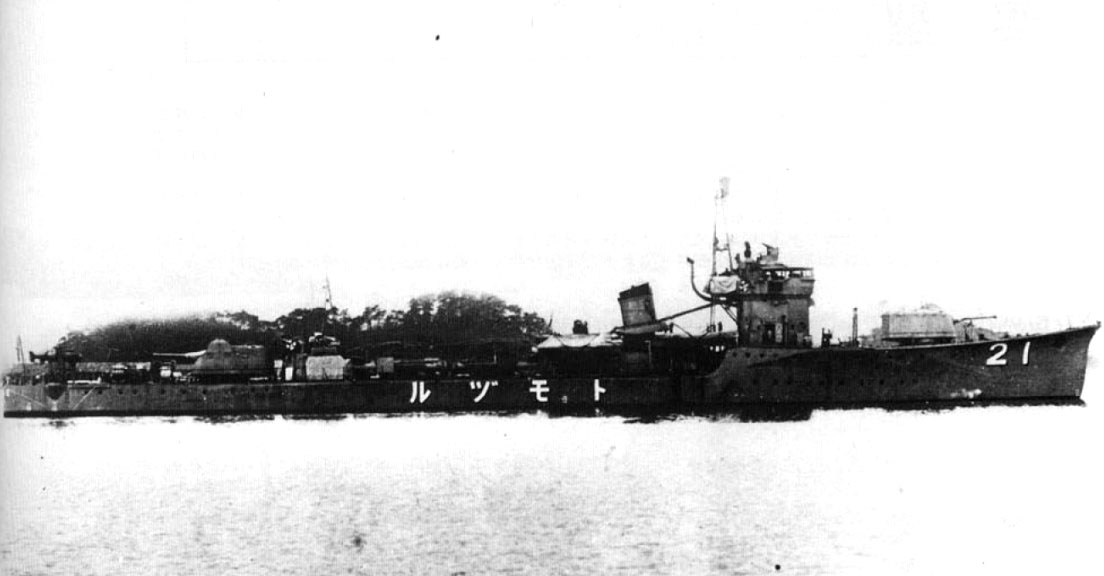
Японський торпедний човен «Томодзуру»

Функціональним аналогом ескортних есмінців у Японії мали стати міноносці типу «Тідорі», при створенні яких спробували дотриматись вимог Лондонського договору 1930 року між США, Британською і Японською імперіями. Останній вводив обмеження на кількість і водотоннажність есмінців, проте на кораблі водотоннажністю до 600 тонн ніяких лімітів не вводилося, оскільки вони вважались призначеними для берегової оборони. Втім, розміщення на такому невеликому кораблі обраного озброєння призвело до проблем з остійністю та, у підсумку, катастрофи міноносця «Томодзуру». Як наслідок, наступні міноносці типу «Оторі» вже мали водотоннажність у 840 тон.

## Характеристики ескортних есмінців часів Другої світової війни
Ескортні есмінці часів Другої світової відрізнялись від фрегатів наявністю торпедного озброєння та/або суттєво більшою швидкістю. Водночас, порівняно з сучасними їм ескадреними міноносцями ескортні есмінці мали слабше торпедне та артилерійське озброєння, а також суттєво меншу швидкість.
| Країна                            | Велика Британія1    | Велика Британія1    | США3               | США3               | США3               | США3               | США3               | Японія          | Японія          | Японія         | СРСР                | Німеччина        |
| Тип                               | Хант І/ІІ           | Хант ІІІ/IV         | Баклі              | Кеннон             | Едсолл             | Раддероу           | Джон Батлер        | Тідорі          | Оторі           | Мацу           | Ураган              | F-клас           |
| Класифікація у країні спорудження | ескортний есмінець2 | ескортний есмінець2 | ескортний есмінець | ескортний есмінець | ескортний есмінець | ескортний есмінець | ескортний есмінець | торпедний човен | торпедний човен | есмінці типу D | сторожовий корабель | флотський ескорт |
| Торпедне озброєння                | -                   | 2/3 х 533-мм        | 3 х 533-мм         | 3 х 533-мм         | 3 х 533-мм         | 3 х 533-мм         | 3 х 533-мм         | 2 х 533-мм      | 3 х 533-мм      | 4 х 610-мм     | 3 х 450-мм          | -                |
| Артилерійське озброєння           | 4/6 х 102-мм        | 4/6 х 102-мм        | 3 х 76-мм          | 3 х 76-мм          | 3 х 76-мм          | 2 х 127-мм         | 2 х 127-мм         | 3 х 120-мм      | 3 х 120-мм      | 3 х 127-мм     | 2 х 102-мм          | 2 х 105-мм       |
| Максимальна швидкість, вузлів     | 27,5/27             | 27/26               | 244                | 21                 | 21                 | 244                | 24                 | 28              | 30,5            | 27,8           | 267                 | 28               |
| Дальність, миль                   | 3500/3600           | 2350/-              | 5500               | 10800              | 10800              | 5500               | 6000               | 1600            | 4000            | 3500           | до 1500             | 2000             |
| при швидкості, вузлів             | 15/14               | 20/-                | 15                 | 12                 | 12                 | 15                 | 12                 | 14              | 14              | 18             | 14                  | 12               |
| Тоннаж                            | 1000/1050           | 1050/1175           | 17405              | 1240               | 1253               | 17405              | 1350               | 600             | 840             | 1260           | 534 - 638           | 712              |
| Завершено кораблів                | 56                  | 30                  | 656                | 72                 | 85                 | 21                 | 83                 | 4               | 8               | 32             | 18                  | 10               |

1 Також Велика Британія  отримала від США 46 кораблів типу "Баклі", проте з них зняли  торпедні апарати та класифікували як фрегати типу "Кептен"
2 Первісно класифікувались як "швидкохідний ескортний  корабель"
3 Першим у США створили ескортний есмінець типу  "Евартс", який міг видавати лише 19 вузлів та не мав торпедного  озброєння (що робило його відповідником британських кораблів класу фрегат)
4 Більшість кораблів могли видавати 26 - 27 вузлів
5 Повне
6 Не рахуючи 37 конвертованих у швидкісні транспорти та 46  переданих Великій Британії
7 Досягнута на випробуваннях, проєктна 29 вузлів, фактична 23-24 вузла

## Ескортні есмінці після Другої світової війни

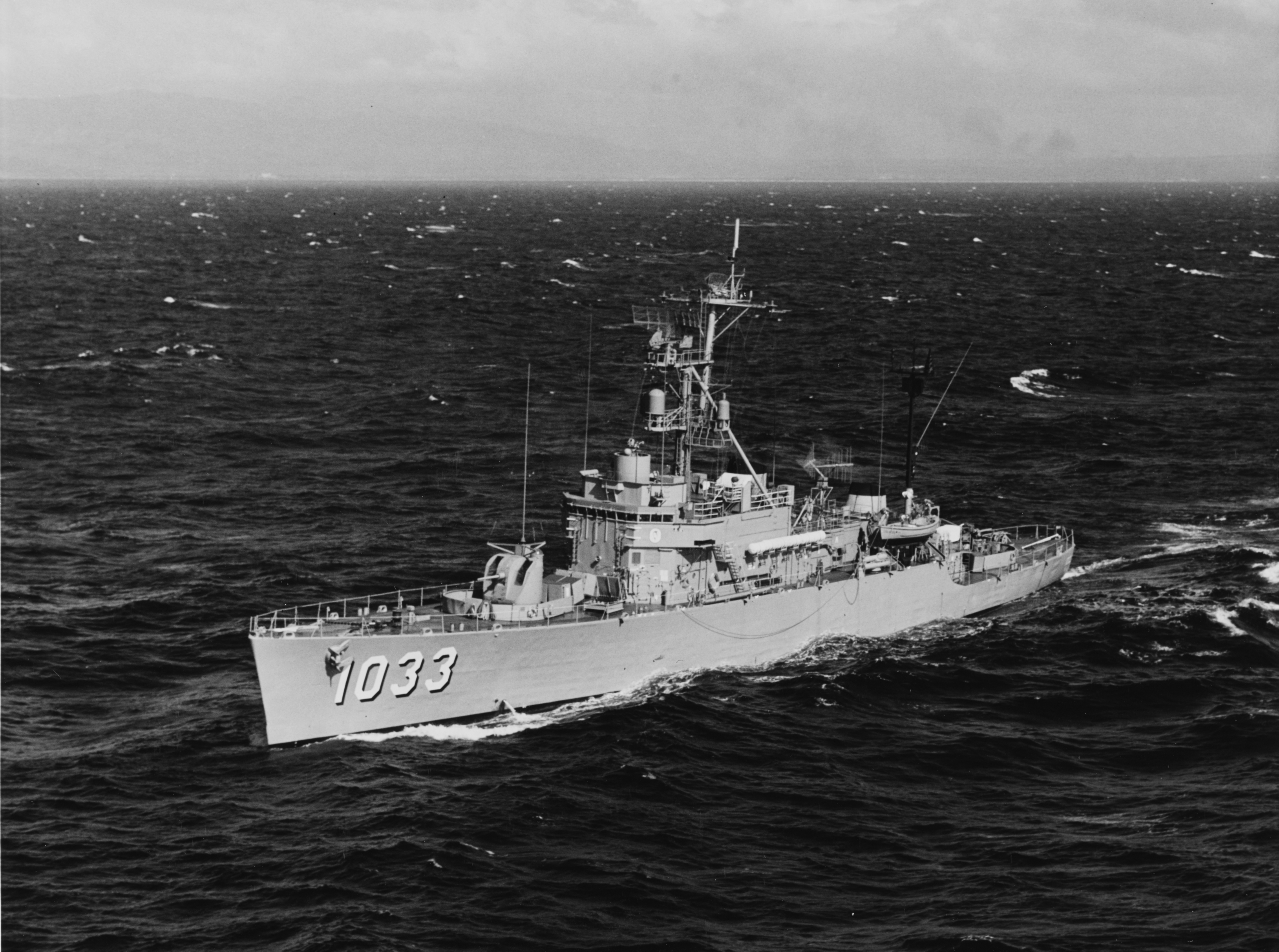
Перший споруджений після Другої світової війни американський ескортний міноносець USS Claud Jones

Після Другої світової війни кораблі, класифіковані як ескортні есмінці, споруджувались лише у США, де з 1958 по 1974 роки завершили 78 кораблів 5 різних типів. На той час характеристики британських кораблів класу "фрегат" в цілому зрівнялись із характеристиками американських ескортних есмінців і у підсумку в 1975 році в США прийняли британський термін "фрегат" для таких кораблів (див. Зміна класифікації кораблів ВМС США 1975 року). 